# Jägermayrhof

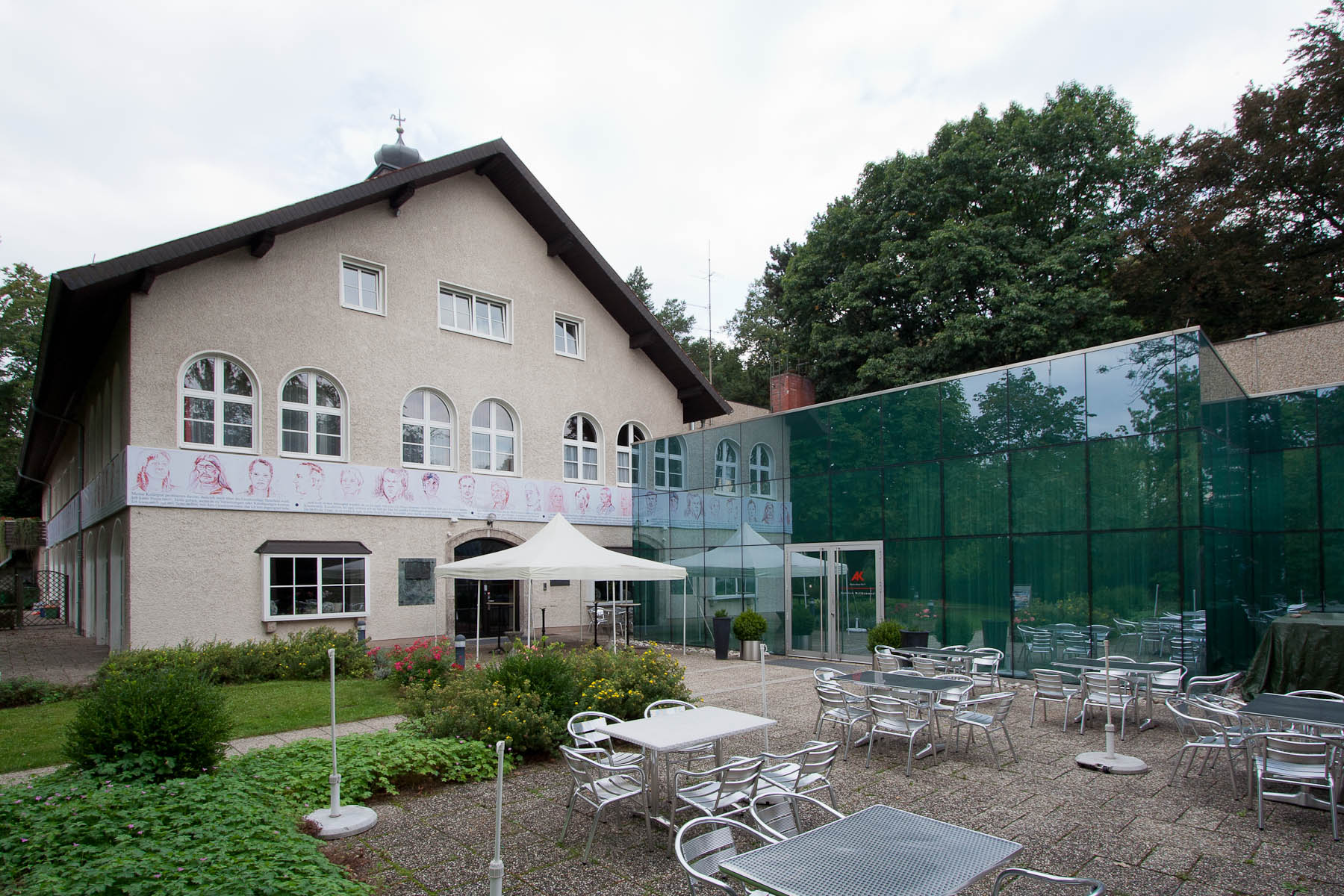
Jägermayrhof 2011 (vor dem Umbau 2015/16)

Der denkmalgeschützte Jägermayrhof, auch Jägermayr, ist ein Bildungshaus der Arbeiterkammer Oberösterreich in Linz.

## Geschichte
Als Vorgängerbau wird ein Forsthaus aus dem 16. oder 17. Jahrhundert angenommen. Erstmals wurde das Jägermayrhäusl im Jahr 1741 urkundlich erwähnt, als es an das Stift Wilhering verkauft wurde. Seit 1762 wird das Jägermayrhäusl als Gasthaus geführt. Anfang des 19. Jahrhunderts soll sich Franz Schubert oft in dem nun als Jägermayrgut bekannten Gasthaus aufgehalten haben. Schubert lobte das vortreffliche Bier im Jägermayr. Im Jahr 1825 wählte er das Jägermayrgut um zusammen mit Anton Ottenwalt eine Schubertiade zu veranstalten, an welcher er neue Lieder und Märsche für Klavier präsentierte.
Im Jahr 1912 war die Liegenschaft im Besitz von Anton Dreher, dem Inhaber der Brauerei Schwechat. Dieser veranlasste einen Neubau nach den Plänen des Baumeisters Max Ortner. Im Zuge dieses Neubaus wurde die noch bestehende Altbaustruktur unter Denkmalschutz gestellt. Im Oktober 1912 konnte das „Caffe-Restaurant zum Jägermeier“ eröffnet werden.
Im Zuge der Februarkämpfe 1934 im Gebiet des Freinberges war der Jägermayrhof ein heftig umkämpfter Ort. Etwa 100 Schutzbündler unter der Führung von Franz Schlagin verschanzten sich im Gebäude. Während die angerückten Infanterie Züge des Bundesheeres laufend Verstärkung erhielten, setzten sich die Schutzbündler ab. Bei der Kapitulation am Abend waren nur noch 26 Mann anwesend. Es gab 6 Tote und das Gebäude war durch Gewehrkugeln und Granatwerfer schwer beschädigt.
Nach dem Zweiten Weltkrieg kam die Gastwirtschaft nicht mehr richtig in Gang. Im Jahre 1949 erfolgte durch den damaligen Besitzer, den Zuckerindustriellen Bauer, ein erneuter Umbau und es wurde das „Höhen-Caférestaurant Bauer“ eröffnet. In den 1950er Jahren waren die Geschäfte jedoch weiterhin rückläufig. So wurde 1956 das Gebäude als Unterkunft für Flüchtlinge aus Ungarn genutzt. Bauer verkaufte noch im selben Jahr sein „Hotel Bauer“ an die Stadt Linz. Dadurch konnte Bürgermeister Ernst Koref verhindern, dass der Jägermayrhof abgebrochen wurde. Wenig später bot die Stadt Linz der Arbeiterkammer Oberösterreich (OÖAK) den Jägermayfhof an, die das Gebäude übernahm.
Die neue Besitzerin veranlasste im Jahre 1957 durch den Architekten Paul Theer einen Umbau. Seit 1959 steht nun der Jägermayrhof im Zeichen der Bildung.
In den Jahren 1973 und 1974 erfolgte erneut ein größerer Um- und Anbau nach Plänen des Architekten Teams Schinko-Nowak-Steinfelser.
Weitere Umbauarbeiten wurden gegen Ende der 1980er Jahre und in den Jahren 1999 und 2000 vorgenommen. Im Jahre 2013 begannen die Planungen für eine Totalsanierung des Jägermayrhofes. Dies bedingte jedoch einen vorübergehenden Auszug. In der Linzer Industriezeile konnte ein passendes Objekt gefunden werden.
Im Zeitraum 2015/2016 erfolgte nach Plänen des Architektenehepaars Dornstädter eine Generalsanierung der Haustechnikanlagen, ein Umbau mit Errichtung eines Hotels, sowie das Erstellen einer Tiefgarage. Vereinzelt war noch Bausubstanz vorhanden die über 100 Jahre alt war und den neuesten Anforderungen längst nicht mehr gerecht wurde.

## Architektur
Seit dem Anfang des 20. Jahrhunderts wurde das Gebäude stark verändert. Nur noch in der Grundstruktur sind ältere Bauteile zu erkennen. Das Haupthaus hat zwei Stockwerke mit ausgebautem Dachgeschoß. Ein flaches Satteldach mit einer Reihe Flachdachgauben. Auf dem First sitzt ein Dachreiter mit Zwiebelhut, Wetterfahne und Turmuhr. Die Fassaden sind ohne Dekor, mit einem grobkörnigen Verputz. In der Mitte der Hauptfassade (Ostseite) befindet sich ebenerdig in einem segmentbogigen Gewände aus Sandstein, leicht nach innen versetzt die Eingangstüre. Rechts daneben ist eine Bronzetafel zum Gedenken der Ereignisse des 12. Februar 1934 angebracht. Weiter rechts ist ein Fenster mit vorgebautem rechteckigen Erker. Links neben der Eingangstüre befindet sich ebenfalls eine Gedenktafel. Diese ist aus marmoriertem grünem Kunststein und dient dem Gedenken an Franz Schubert der „im alten Jägermayrgut 1825“ oft zu Gast war. Weiter links ist ebenfalls ein Fenster mit Vorgebautem rechteckigen Erker. Im Obergeschoß sind in drei Gruppen je zwei große Rundbogenfenster eingebaut. Im Dachgeschoß wurden in der Mitte zwei nebeneinander liegende rechteckige Flügelfenster sowie rechts und links daneben je ein einzelnes Flügelfenster verbaut.
An der Altbau Südfassade sind ebenerdig drei große raumhohe Rundbogenfenster eingesetzt. Im Obergeschoß wurden vier einzelne Rundbogenfenster in der Größe derjenigen der Hauptfassade verbaut.
In Richtung Westen schließt an den Altbau der Erweiterungstrakt aus den siebziger Jahren an. Die Fassade wurde ohne Versatz übernommen. Im Erdgeschoß sind dieselben raumhohen großen Rundbogenfenster ebenerdig eingesetzt. Im oberen Stockwerk wurden rechteckige Fenster verwendet.
Im Garten stehen zwei secessionistische Putten aus Kunststein, die wohl noch aus der Zeit des Bauzustandes von 1912 stammen. Sie haben die Form von Gartenzwergen, einer mit Hund, einer mit Weintrauben, und sind etwa 90 cm groß.